# Nick Hogan
Nicholas Alan Bollea, (* 27. července 1990 Los Angeles, Kalifornie) také znám pod pseudonymem Nick Hogan, je syn profesionálního wrestlera Hulka Hogana a jeho ženy Lindy Hogan, a má starší sestru Brooke Hogan. Je jednou z hvězd reality show Hogan má pravdu a žije se svými rodiči v Miami Beach. Mezi jeho koníčky patří herectví, wrestling a motorismus. Podepsal smlouvu s Dodge a nyní je profesionální driftový závodník. Svoji licenci pro driftové závody získal v roce 2006.

## Automobilová nehoda

### Lamborghini v ohni
V roce 2006 řídil Nick žluté 2001 Lamborghini Diablo VT, jehož vlastníkem je Cecile Barker (šéf SoBe Entertainment, nahrávací společnost, pod kterou je i Nickova sestra) když najedou vzplálo. Mluvčí Miamských hasičů Paul Perry řekl: „Šlo o normální požár automobilu. Stává se to často každý den a není potřeba to dále rozebírat.“

### Nehoda s automobilem Toyota Supra
Hogan způsobil i vážnou nehodu v Clearwater, Florida večer 26. srpna 2007 okolo 19:31 ET. Nehoda osobního automobilu se stala na Court St. & Missouri Ave poblíž centra oblasti Clearwater. WTSP zjistilo, že v autě byli dvě osoby a že automobil jel vysokou rychlostí. (Podle toho co Nick sám jednou prozradil má jeho Toyota 1000 hp). Policie uvedla, že náraz při nehodě zdemoloval celé auto. Hogan a spolujezdec, 22letý John Graziano, utrpěl zranění označená jako „velmi velmi vážná“ a byl vrtulníkem přepraven do Bayfront Medical Center v St. Petersburg. Graziano je americký voják. Příčinou nehody zřejmě bylo, že Nick v Toyotě Supra na silnici závodil s jiným autem a to se stříbrným Dodge Viper. Pokud Nickův spolujezdec z auta John Graziano zemře, hrozí Nickovi až 15 let odnětí svobody.
Video z místa nehody ukazuje Hulka Hogana přímo na místě v rozhovoru se státními orgány.
Radiová osobnost Bubba the Love Sponge řekl časně ráno v pondělí, že Nick byl propuštěn po ošetření z nemocnice a je „ok“. Nicméně Graziano zůstává v nemocnici s masivními povrchovými zraněními.
Dne 9. května 2008 byl Bollea poslán na 8 měsíců do vězení Pinellas County, dále bude 5 let v podmínce, 500 hodin veřejně prospěšných prací a jeho řidičský průkaz byl zabaven do doby, než Bollea dosáhne věku 21 let.